# Gioacchino Bonnet
Gioacchino Bonnet, detto Nino (Comacchio, 26 luglio 1819 – Comacchio, 31 dicembre 1890), è stato un patriota italiano.

## Biografia
Gioacchino Bonnet fu figlio di un marsigliese emigrato a Comacchio in epoca napoleonica per dirigere i lavori di ammodernamento delle saline, che si avvicinò in gioventù ai movimenti repubblicani entrando nella Giovine Italia.
Durante la prima guerra d'indipendenza Bonnet partecipò agli scontri avvenuti in Veneto contro gli austriaci come di comandante della 5º compagnia della guardia civica di Ravenna. Nei mesi seguenti combatté contro le truppe pontificie del generale Carlo Zucchi e conobbe personalmente Giuseppe Garibaldi nel novembre 1848 durante un incontro segreto tenutosi a Ravenna per allestire un corpo di lancieri agli ordini di Angelo Masina.
Dopo la caduta della Repubblica Romana Garibaldi assieme ad una colonna di superstiti a lui fedeli, tentò di raggiungere Venezia, dove sotto la guida di Daniele Manin, gli insorti ancora resistevano agli austriaci. Dopo essersi impossessato a Cesenatico di 13 bragozzi, Garibaldi fece rotta verso la città lagunare, tuttavia, giunto a sud del delta del Po, fu intercettato da una flottiglia austriaca. Delle tredici imbarcazioni, solo tre riuscirono a sfuggire alla cattura e a guadagnare la riva circa 8 km a nord del porto di Magnavacca. Una volta sbarcati, il generale ordinò ai suoi di disperdersi e rimase solo con la moglie Anita e il fido Maggior Leggero. Aiutati da un mendicante del posto, Battista Barilari Baramoro, i tre furono condotti in una capanna lungo la costa di sua proprietà e abitata da una vedova. Garibaldi, mentre la moglie febbricitante riposava, mandò in ispezione Leggero il quale s'imbatté in Gioacchino Bonnet. Già allertato dai rumori delle cannonate delle navi austriache, il patriota comacchiese raggiunse il capanno nel quale avevano trovato rifugio i Garibaldi e convinse il generale a seguirlo vista la presenza di numerose pattuglie nemiche nell'area. Con l'aiuto dell'agente di Bonnet, Battista Carli, il gruppetto si mise in cammino attraverso i campi raggiungendo prima la casa colonica della Cavallina, dove Anita ricevette le prime cure, e poi, a pomeriggio ormai inoltrato, il podere Zanetto. Bonnet, che dopo la prima sosta si era momentaneamente separato dal gruppo per tornare a Comacchio a organizzare la fuga dei Garibaldi e di Leggero dalla zona, si riunì verso sera con i compagni.
Per evitare che Garibaldi cadesse nelle mani degli austriaci, Bonnet programmò il trasferimento dei tre transfughi attraverso le valli mediante battello. Grazie alla complicità del capo guardiano Gaspare Matteucci e di due battellieri, furono allestite due imbarcazioni in modo che i tre potessero raggiungere la tenuta Guiccioli a Mandriole. I tre salparono effettivamente la sera stessa. Per l'aiuto e l'assistenza fornita a Garibaldi, Gioacchino Bonnet fu arrestato il 7 agosto ed imprigionato dapprima a Ravenna e successivamente a Bologna.
Anni dopo si unì nuovamente a Garibaldi durante la spedizione dei Mille. Combatté a Milazzo e sul Volturno, dove venne promosso sul campo tenente colonnello.
Nel corso della terza guerra d'indipendenza si arruolò tra le file del Regio Esercito, nel quale raggiunse il grado di colonnello. Eletto sindaco di Comacchio nel 1877, rivestì anche l'incarico di consigliere provinciale.
Morì nella sua casa di Magnavacca nel 1890 e riposa nel cimitero di Comacchio.

## Famiglia
Anche altri due fratelli di Nino Bonnet parteciparono alla causa dell'Unità d'Italia. Gaetano Bonnet e Raimondo Bonnet si uniranno a Masina nella difesa della Repubblica Romana. Il primo morirà contro le truppe francesi al Casino dei Quattro Venti. Celeste Bonnet rimarrà a Comacchio dove si prodigherà nello schieramento mazziniano.

## Riconoscimenti
Nel 2017 è stata affissa sulla sua casa di Porto Garibaldi una targa a ricordo. Sempre a Porto Garibaldi un cippo ricorda il suo gesto ed inoltre un viale della cittadina costiera è intitolato alla sua memoria.
A Lido delle Nazioni, sul capanno Cavalieri dove Garibaldi trovò rifugio subito dopo lo sbarco è stata affissa una targa a ricordo di Nino Bonnet. Gli sono state intitolate strade a Casalborsetti, Milano, Comacchio, Ferrara e Roma (quest'ultima dedicata ai fratelli Bonnet).

## Opere
- Lo sbarco di Garibaldi a Magnavacca. Episodio storico del 1849, Bologna, 1887;
- Le leggi vallive e i diritti popolari di Comacchio, Bologna, 1888;